# Пекиншка патка
Пекиншка патка или пекиншка печена патка је познато јело из Пекинга које се припрема још од владавине династије Јуан и сматра се за једно од најпознатијих кинеских јела. Месо има танку и хрскаву кожу и јело се на јединствен начин сервира. Патке за ово јело се наменски тове и кољу после 65 дана, пре печења у рерни месо се зачини. Месо се једе са младим луком, краставцем, хоисин сосом и палачинкама. Два најпознатија ресторана у Пекингу који припремају овај деликатес су Кванјуде и Бјенјифанг.